# Microbiston lanaria
Microbiston lanaria là một loài bướm đêm trong họ Geometridae.